# Orechová
Orechová est un village de Slovaquie situé dans la région de Košice.

## Histoire
Première mention écrite du village en 1299.

## Démographie

### Évolution de la population
| Année:               | 1994. | 2004.   | 2014.   | 2024.   |
| -------------------- | ----- | ------- | ------- | ------- |
| Nombre de personnes: | 231   | 249     | 262     | 250     |
| Différence:          |       | +7,79 % | +5,22 % | -4,58 % |

| Année:               | 2023. | 2024.   |
| -------------------- | ----- | ------- |
| Nombre de personnes: | 241   | 250     |
| Différence:          |       | +3,73 % |

## Politique
| Nom             | Parti politique      | Date de l'élection | Fin du mandat |
| --------------- | -------------------- | ------------------ | ------------- |
| Rastislav Repka | Candidat indépendant | 02.12.2006         | Déc. 2010     |